# 14937 Thirsk
14937 Thirsk (1995 CP3) là một tiểu hành tinh vành đai chính được phát hiện ngày 1 tháng 2 năm 1995 bởi Spacewatch ở Kitt Peak.